# 韓朝江
韓朝江（1500年—？），字順甫，號方山，陝西醴泉縣（今禮泉縣）人，軍籍，明朝政治人物。

## 生平
嘉靖十年（1531年）辛卯科陝西鄉試第三名舉人，嘉靖二十三年（1544年）甲辰科第三甲第一百六十六名進士。二十四年授任山西高平縣知縣。累官吏部驗封司郎中，三十五年六月升河南布政使司左參政，官至山西、山东按察使。

## 家族
曾祖韓英；祖父韓名，壽官；父韓璋，母楊氏。